# Sander Boschker
Sander Boschker est un footballeur néerlandais, né le 20 octobre 1970 à Lichtenvoorde. Il est gardien de but.
Il a passé de nombreuses années dans le club du FC Twente en n'étant pourtant pas titulaire indiscutable depuis l'éclosion de Nikolay Mihaylov.
Il a cependant joué les 34 matches de championnat en 2009-2010 et ce à l'âge de 39 ans, en encaissant seulement 23 buts, contribuant grandement au sacre des Tukkers cette année-là.
Après cette bonne saison en club, Boschker est retenu dans l'effectif provisoire de 30 joueurs pour la Coupe du monde 2010. Le 27 mai 2010, le sélectionneur de l'équipe nationale Bert van Marwijk annonce que le gardien de but fait partie de la liste finale de 23 joueurs néerlandais. Boschker honore sa première et dernière cape dans un match amical contre le Ghana à Rotterdam (victoire 4–1), en remplaçant Michel Vorm à la mi-temps, devenant l'international néerlandais le plus âgé de l'histoire.

## Clubs successifs
- 1989–2003 : FC Twente  Pays-Bas
- 2003–2004 : Ajax Amsterdam  Pays-Bas
- 2004–2014 : FC Twente  Pays-Bas[4],[5],[6]

## Palmarès

### Club
FC Twente
- Eredivisie : 2009-10
- Coupe des Pays-Bas : 2000-01, 2010-11
- Trophée Johan Cruyff : 2010
- Coupe Intertoto : 2006

 Ajax
- Eredivisie : 2003-04

### Sélection
Pays-Bas
- Coupe du monde : Finaliste 2010